# Paula Prentiss
Paula Prentiss (nacida el 4 de marzo de 1938, San Antonio, Texas, EE. UU.) es una actriz estadounidense conocida por películas como Where the Boys Are, Man's Favorite Sport?, The Stepford Wives, The Black Marble y The Parallax View.

## Carrera
Prentiss se dio a conocer como actriz cómica por películas como Where the Boys Are, The Honeymoon Machine, Bachelor in Paradise y The Horizontal Lieutenant, donde hacía pareja con el actor Jim Hutton. Más tarde protagonizó junto a Rock Hudson la comedia de Howard Hawks Man's Favorite Sport?; en The World of Henry Orient y What's New Pussycat? alternó con Peter Sellers; intervino en Catch-22 y Last of the Red Hot Lovers con Alan Arkin, y actuó en In Harm's Way junto a John Wayne y Kirk Douglas, en Move al lado de Elliott Gould, en The Parallax View con Warren Beatty, The Stepford Wives con Katharine Ross y Nanette Newman, y en Buddy Buddy, la última película de Billy Wilder, junto a Jack Lemmon, Walter Matthau y Klaus Kinski.
En 1967, Prentiss y su esposo, el director y actor Richard Benjamin, protagonizaron por una temporada la "sitcom" de CBS He & She, que devino teleserie de culto por su modernidad, el humor adelantado a su época y su sofisticación, anunciando la aparición de series como The Mary Tyler Moore Show. Por este trabajo Prentiss fue nominada al premio Emmy a Mejor Actriz de Comedia. Además de actuar en varios filmes hechos para la televisión, en 1981 la actriz interpretó a Sonia Drácula, esposa del célebre vampiro (interpretado por Dick Shawn) en el piloto de la frustrada serie Mr. and Mrs Dracula.

## Familia
Paula y Richard están casados desde 1961 y son padres de Ross Benjamin y Prentiss Benjamin, también actores. La hermana de Paula, Ann Prentiss (1939-2010), era también actriz, e intervino en numerosas teleseries y el filme de Robert Altman, California Split, entre otros.